# Bendiksenprisen
Bendiksenprisen er en musikpris som gives af kulturdepartementet og administreres og uddeles af artistorganisationen GramArt. Prisen blev oprettet i 2009 i anledning af GramArts 20-års-jubilæum og ble uddelt første gang den 20. maj 2010. 
Ifølge GramArts hjemmesider, skal prisen bidrage til talentudvikling inden for norsk populærmusik og "være et bidrag til en artist som allerede er kommet et stykke på vej i sin karriere, som enten har mindst en kommerciel udgivelse eller har koncertvirksomhed af et vist omfang at vise til." Vinderen modtager et beløb på 100.000 kroner. Prisen er opkaldt efter Arne Bendiksen. 
Første pris blev uddelt af kulturminister Anniken Huitfeldt og gik til rap/hiphopgruppen Karpe Diem. Øvrige nominerede var Susanne Sundfør, Marit Larsen, Shining og Donkeyboy. 